# Jan Heuff
Jan Herman Heuff (Groningen, 23 september 1948) is een Nederlandse journalist, fotograaf en publicist uit Midsland.

## Biografie
Van zijn hand verschenen vele publicaties in dagbladen als het Friesch Dagblad, het Vlieland Magazine en de Harlinger Courant. In zijn boeken staan vaak de sleepvaart en het reddingswezen centraal. Mede door zijn inzet werden veel boten gerestaureerd en bleven zo voor het nageslacht bewaard. Voorbeelden zijn de Terschellinger Brandaris II en de voormalige reddingboot van Hindeloopen, de K.F. Sluis. Heuff nam ook het initiatief tot het opknappen van een roeireddingboot, die op Terschelling weer met paarden te water wordt gelaten. Hij is secretaris van Museumreddingboot Terschelling.

## Onderscheidingen
In 2012 werd hij benoemd tot lid in de Orde van Oranje-Nassau. In 2020 kreeg hij voor zijn werk de Lutineprijs voor zijn boek Bravo, Terschellingers.